# Zápas na Letních olympijských hrách 1928
Zápas na letních olympijských hrách 1928 svedl do bojů o medaile 166 zápasníků z 29 zemí. Ti se utkali o 13 sad medailí v sedmi váhových kategoriích ve volném stylu a v šesti v řecko-římském.

## Medailisté

### Volný styl
| Kategorie                | Zlato                                         | Stříbro                                       | Bronz                               |
| ------------------------ | --------------------------------------------- | --------------------------------------------- | ----------------------------------- |
| Bantamová váha (56 kg)   | Kaarlo Mäkinen · Finsko (FIN)                 | Edmond Spapen · Belgie (BEL)                  | James Trifunov · Kanada (CAN)       |
| Pérová váha (61 kg)      | Allie Morrison · Spojené státy americké (USA) | Kustaa Pihlajamäki · Finsko (FIN)             | Hans Minder · Švýcarsko (SUI)       |
| Lehká váha (66 kg)       | Osvald Käpp · Estonsko (EST)                  | Charles Pacôme · Francie (FRA)                | Eino Leino · Finsko (FIN)           |
| Welterová váha (72 kg)   | Arvo Haavisto · Finsko (FIN)                  | Lloyd Appleton · Spojené státy americké (USA) | Maurice Letchford · Kanada (CAN)    |
| Střední váha (79 kg)     | Ernst Kyburz · Švýcarsko (SUI)                | Donald Stockton · Kanada (CAN)                | Samuel Rabin · Velká Británie (GBR) |
| Lehká těžká váha (87 kg) | Thure Sjöstedt · Švédsko (SWE)                | Arnold Bögli · Švýcarsko (SUI)                | Henri Lefèbre · Francie (FRA)       |
| Těžká váha (+87 kg)      | Johan Richthoff · Švédsko (SWE)               | Aukusti Sihvola · Finsko (FIN)                | Edmond Dame · Francie (FRA)         |

### Řecko-římský zápas
| Kategorie                  | Zlato                            | Stříbro                               | Bronz                            |
| -------------------------- | -------------------------------- | ------------------------------------- | -------------------------------- |
| Bantamová váha (58 kg)     | Kurt Leucht · Německo (GER)      | Jindřich Maudr · Československo (TCH) | Giovanni Gozzi · Itálie (ITA)    |
| Pérová váha (62 kg)        | Voldemar Väli · Estonsko (EST)   | Erik Malmberg · Švédsko (SWE)         | Gerolamo Quaglia · Itálie (ITA)  |
| Lehká váha (67,5 kg)       | Lajos Keresztes · Maďarsko (HUN) | Eduard Sperling · Německo (GER)       | Edvard Westerlund · Finsko (FIN) |
| Střední váha (75 kg)       | Väinö Kokkinen · Finsko (FIN)    | László Papp · Maďarsko (HUN)          | Albert Kusnets · Estonsko (EST)  |
| Lehká těžká váha (82,5 kg) | Ibrahim Moustafa · Egypt (EGY)   | Adolf Rieger · Německo (GER)          | Onni Pellinen · Finsko (FIN)     |
| Těžká váha (+82,5 kg)      | Rudolf Svensson · Švédsko (SWE)  | Hjalmar Nyström · Finsko (FIN)        | Georg Gehring · Německo (GER)    |

## Přehled medailí
| Pořadí | Země                         | Zlato | Stříbro | Bronz | Celkově |
| ------ | ---------------------------- | ----- | ------- | ----- | ------- |
| 1      | Finsko (FIN)                 | 3     | 3       | 3     | 9       |
| 2      | Švédsko (SWE)                | 3     | 1       | 0     | 4       |
| 3      | Estonsko (EST)               | 2     | 0       | 1     | 3       |
| 4      | Německo (GER)                | 1     | 2       | 1     | 4       |
| 5      | Švýcarsko (SUI)              | 1     | 1       | 1     | 3       |
| 6      | Maďarsko (HUN)               | 1     | 1       | 0     | 2       |
| 6      | Spojené státy americké (USA) | 1     | 1       | 0     | 2       |
| 8      | Egypt (EGY)                  | 1     | 0       | 0     | 1       |
| 9      | Francie (FRA)                | 0     | 1       | 2     | 3       |
| 9      | Kanada (CAN)                 | 0     | 1       | 2     | 3       |
| 11     | Belgie (BEL)                 | 0     | 1       | 0     | 1       |
| 11     | Československo (TCH)         | 0     | 1       | 0     | 1       |
| 13     | Itálie (ITA)                 | 0     | 0       | 2     | 2       |
| 11     | Velká Británie (GBR)         | 0     | 0       | 1     | 1       |
| Celkem | Celkem                       | 13    | 13      | 13    | 39      |

## Zúčastněné země
Do bojů o medaile zasáhlo 166 zápasníků z 29 zemí:
| - Argentina (5) - Austrálie (3) - Belgie (13) - Československo (6) - Dánsko (7) - Egypt (4) - Estonsko (6) - Finsko (13) | - Francie (13) - Itálie (5) - Japonsko (1) - Jihoafrická unie (1) - Jugoslávie (5) - Kanada (5) - Lotyšsko (2) | - Lucembursko (3) - Maďarsko (6) - Německo (6) - Nizozemsko (6) - Norsko (7) - Polsko (4) - Portugalsko (1) | - Rakousko (2) - Řecko (3) - Spojené státy americké (7) - Švédsko (9) - Švýcarsko (11) - Turecko (6) - Velká Británie (6) |